# Gammanema tchesunovi
Gammanema tchesunovi is een rondwormensoort uit de familie van de Selachinematidae. De wetenschappelijke naam van de soort is voor het eerst geldig gepubliceerd in 2007 door Gagarin & Klerman.